# Elisa (cantante japonesa)
Elisa (エリサ Erisa?,  Prefectura de Kanagawa, Japón, 14 de abril de 1989) es una cantante y modelo japonesa, actualmente afiliada a Sacra Music.

## Biografía
En 2007, Elisa fue elegida de un concurso de 3.000 participantes de Elite Model Look para convertirse en una modelo profesional. El mismo año, también firmó un contrato para ser cantante con la discográfica Geneon Universal. En octubre de 2007, debutó con su sencillo Euphoric Field, que fue utilizado como el tema de apertura de la serie de anime Ef: A Fairy Tale of the Two.
En 2011, su agencia anunció que Elisa pondría su carrera en hiatus debido a la fatiga. Su concierto, que estaba programado para el 2 de octubre de ese año en el teatro de Globe-za de Tokio, así como también todos sus otros conciertos y eventos fueron cancelados, mientras que su página de Twitter fue eliminada. A pesar de su hiatus, lanzó un álbum recopilatorio el 20 de junio de 2012. En enero de 2013, Elisa anunció que reanudaría su carrera como cantante bajo su nuevo sello, SME Records. También abrió una nueva cuenta en Twitter. Más tarde lanzó un nuevo sencillo titulado Shout my heart, que fue incluido con el 12º volumen de la revista LisAni.
En abril de 2014, Elisa realizó su debut estadounidense en Seattle, Washington en la Sakura-Con. El 30 de abril, lanzó el sencillo Millenario, tema que fue utilizado como el primer tema de cierre del anime Mahōka Kōkō no Rettōsei. El 12 de noviembre, Elisa lanzaría otro sencillo, Eonian, que fue utilizado como canción principal de la película animada, Expelled from Paradise.
El 31 de agosto de 2016, Elisa lanzó el sencillo Rain or Shine, utilizado como tema de cierre del anime 91 Days. También lanzó dos álbumes en 2016: Anichro, lanzado el 23 de marzo, y Genetica, lanzado el 30 de noviembre. Elisa se transfirió a la discográfica Sacra Music en abril de 2017.

## Discografía

### Álbumes
| N.º | Información                                                                               | Ventas |
| --- | ----------------------------------------------------------------------------------------- | ------ |
| 1   | White Pulsation - Publicado: 21 de enero de 2009 - Posición en el top 200 de Oricon: 30   | 8.561  |
| 2   | Rouge Adolescence - Publicado: 20 de enero de 2010 - Posición en el top 200 de Oricon: 49 | 5.016  |
| 3   | Lasei - Publicado: 16 de febrero de 2011 - Posición en el top 200 de Oricon: 26           | 4.590  |
| 4   | As Life - Publicado: 25 de junio de 2014 - Posición en el top 200 de Oricon: 56           | +2.204 |

### Mejor álbum
| N.º | Información                                                                                                   | Ventas |
| --- | --- | ------ |
| 1   | Rainbow Pulsation - The Best Of Elisa - Publicado: 20 de junio de 2012 - Posición en el top 200 de Oricon: 40 |        |

### Sencillos Anison
| N.º | Información | Ventas |
| --- | --- | ------ |
| 1   | Euphoric field - Publicado: 24 de octubre de 2007 - Posición en el top 200 de Oricon: 22 - Tema musical de: Ef - A Tale of Memories                                  | 24.572 |
| 2   | Hikari - Publicado: 21 de mayo de 2008 - Posición en el top 200 de Oricon: 74 - Tema de cierre de: Nabari no Ō                                                       | 2.662  |
| 3   | Ebullient Future - Publicado: 5 de noviembre de 2008 - Posición en el top 200 de Oricon: 17 - Tema de apertura de: Ef - A Tale of Melodies                           | 14.512 |
| 4   | Wonder Wind - Publicado: 20 de mayo de 2009 - Posición en el top 200 de Oricon: 21 - Tema de apertura de: Hayate the Combat Butler Second Season                     | 8.653  |
| 5   | Dear My Friend: Mada Minu Mirai e - Publicado: 4 de noviembre de 2009 - Posición en el top 200 de Oricon: 22 - Tema de cierre de: To Aru Kagaku no Railgun           | 12.907 |
| 6   | Real Force - Publicado: 24 de febrero de 2010 - Posición en el top 200 de Oricon: 14 - Tema de cierre de: To Aru Kagaku no Railgun                                   | 11.709 |
| 7   | Special "One" - Publicado: 27 de octubre de 2010 - Posición en el top 200 de Oricon: 23 - Tema de cierre de: To Aru Kagaku no Railgun OAV                            | 5.928  |
| 8   | Invisible Message - Publicado: 31 de agosto de 2011 - Posición en el top 200 de Oricon: 38 - Tema de cierre de: Hayate the Combat Butler! Heaven Is a Place on Earth |        |
| 9   | Scarlet Wings - Publicado: 9 de noviembre de 2011 - Posición en el top 200 de Oricon: 123 - Tema de apertura de: Meikyuu Cross Blood: Reloaded                       |        |
| 10  | I'm by your side - Publicado: 19 de junio de 2013 - Posición en el top 200 de Oricon: 23 - Tema de cierre de: Valvrave the Liberator                                 |        |
| 11  | Realism - Publicado: 23 de octubre de 2013 - Posición en el top 200 de Oricon: 28 - Tema de cierre de: Valvrave the Liberator                                        | 5.683  |
| 12  | Millenario - Publicado: 30 de abril de 2014 - Posición en el top 200 de Oricon: 24 - Tema de cierre de: The Irregular at Magic High School                           | 8.172  |
| 13  | Eonian - Publicado: 12 de noviembre de 2014 - Posición en el top 200 de Oricon: 38 - Tema de cierre de: Expelled from Paradise                                       |        |

### Actuaciones en vivo
1. Animax Musix Spring 2010 (15 de mayo de 2010)
2. Elisa First Live: Feel the Pulsation (28 de marzo de 2009)
3. Animelo Summer Live 2008 (31 de agosto de 2008)
4. Animelo Summer Live 2009 (22 de agosto de 2009)
5. Animelo Summer Live 2010 (28 de agosto de 2010)
6. Animelo Summer Live 2011 (27 de agosto de 2011)
7. Anime Festival Asia 2013 (11 de noviembre de 2013)
8. Sakura-Con 2014 (19 de abril de 2014)
9. AnimeNEXT 2015 (14 de junio de 2015)